# Johann Albrecht Siegwitz

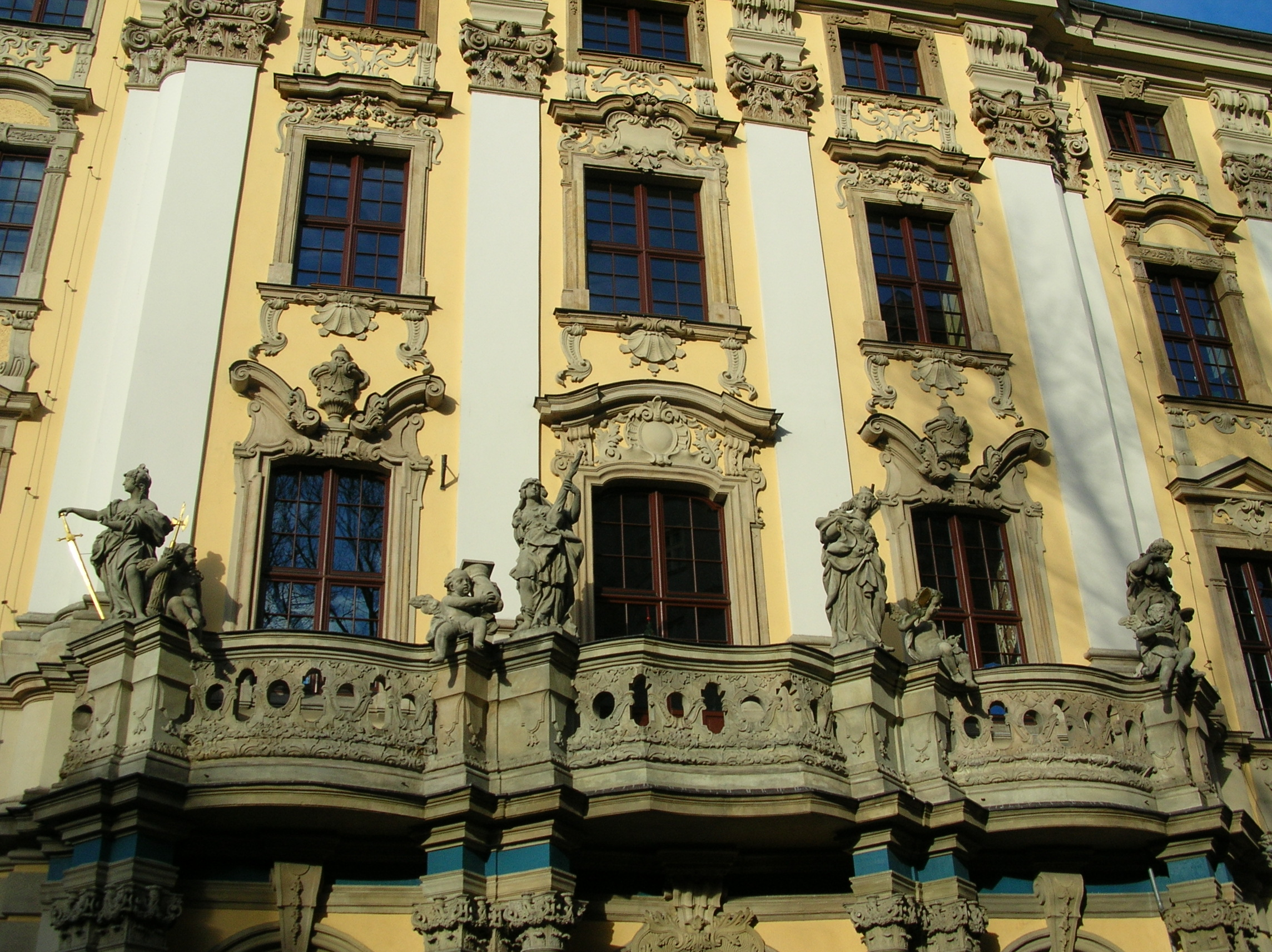
Siegwitz; personifikacja czterech Cnót Kardynalnych na balustradzie balkonu głównego portalu Uniwersytetu Wrocławskiego (1736)

Johann Albrecht Siegwitz (ur. w Bambergu, zm. 1756 we Wrocławiu) – niemiecki rzeźbiarz barokowy, aktywny na Dolnym Śląsku.
We Wrocławiu działał w okresie 1724–1756.

## Główne prace
- Rzeźby w pałacu w Brzezince, obecnie w parku pałacowym w Wilanowie[1].
- Rzeźby prospektu organowego kościoła pw. św. Elżbiety we Wrocławiu (około 1755; spalone w 1976). Także epitafia w tymże kościele: Hansa Bergera, Johanna Meyera, Georga Teubnera[2].
- Rzeźby z piaskowca personifikacji czterech Cnót Kardynalnych (personifikacje Czterech Cnót Kardynalnych (Sprawiedliwość (z mieczem); Męstwo (z koroną); Prawda (z lustrem) i Umiarkowanie (z dzbanem)) na balustradzie balkonu głównego portalu Uniwersytetu Wrocławskiego (1736). Także rzeźba św. Ignacego Loyoli na bocznej (wschodniej) fasadzie kościoła uniwersyteckiego[3]
- Wystrój rzeźbiarski kaplicy Hochbergów przy kościele św. Wincentego we Wrocławiu (4 anioły) i stojące koło tej kaplicy rzeźby świętych: Barbary, Jadwigi, Jana Nepomucena oraz Karola Boremeusza (1725)
- Część rzeźb świętych przy wejściu do prezbiterium (1726) i dwa bogato zdobione konfesjonały w kościele uniwersyteckim we Wrocławiu.
- Pomnik św. Jana Nepomucena na placu przed kościołem św. Krzyża we Wrocławiu (1731, pomocniczo, głównym autorem był J.G. Urbański)
- Pomnik św. Jana Nepomucena we wsi Kamionna (autorstwo przypuszczalne)
- Rzeźba św. Łucji na dziedzińcu budynku konwiktu pw. św. Józefa we Wrocławiu[4]